# Javier Benítez (Radsportler)
Javier Benítez Pomares (* 3. Januar 1979 in Canals bei Xàtiva/Valencia) ist ein ehemaliger spanischer Radrennfahrer.
Javier Benítez begann seine Karriere 2005 bei dem spanischen Professional Continental Team Relax Fuenlabrada. 2006 wechselte er zu dem Continental Team Grupo Nicolás Mateos, wo er seine ersten Erfolge einfuhr. In den Saisons 2007 und 2008 war Benítez an der Seite von José Azevedo Mitglied des Benfica-Lissabon-Teams. 2012 beendete er seine Radsportlaufbahn.

## Erfolge
2006
- zwei Etappen Grande Prémio CTT Correios de Portugal
- eine Etappe Troféu Joaquim Agostinho

2007
- zwei Etappen Volta ao Santarém
- drei Etappen Volta ao Alentejo
- drei Etappen Grande Prémio Internacional de Torres Vedras

2008
- drei Etappen Vuelta a Chihuahua

2009
- drei Etappen Vuelta a Chihuahua

## Teams
- 2005 Relax Fuenlabrada
- 2006 Grupo Nicolás Mateos
- 2007–2008 Benfica Lissabon
- 2009 Contentpolis-AMPO
- 2010 Guerola-Valencia Terra I Mar
- 2011 KTM-Murcia
- 2012 Mutua Levante-Cafemax-Renault Ginestar